# 北美牙鮃
北美牙鮃為輻鰭魚綱鰈形目鰈亞目牙鮃科的其中一種，為亞熱帶海水魚，分布於東太平洋區從美國華盛頓州至墨西哥下加利福尼亞半島海域及半鹹水域，棲息深度0-183公尺，體長可達152公分，棲息在沙泥底質底層水域、海灣、河口區，日行性，以魚類、烏賊等為食，其生活習性不明，可作為食用魚及遊釣魚。

## 扩展阅读
維基物種上的相關：北美牙鮃